# Elly Plooij-van Gorsel

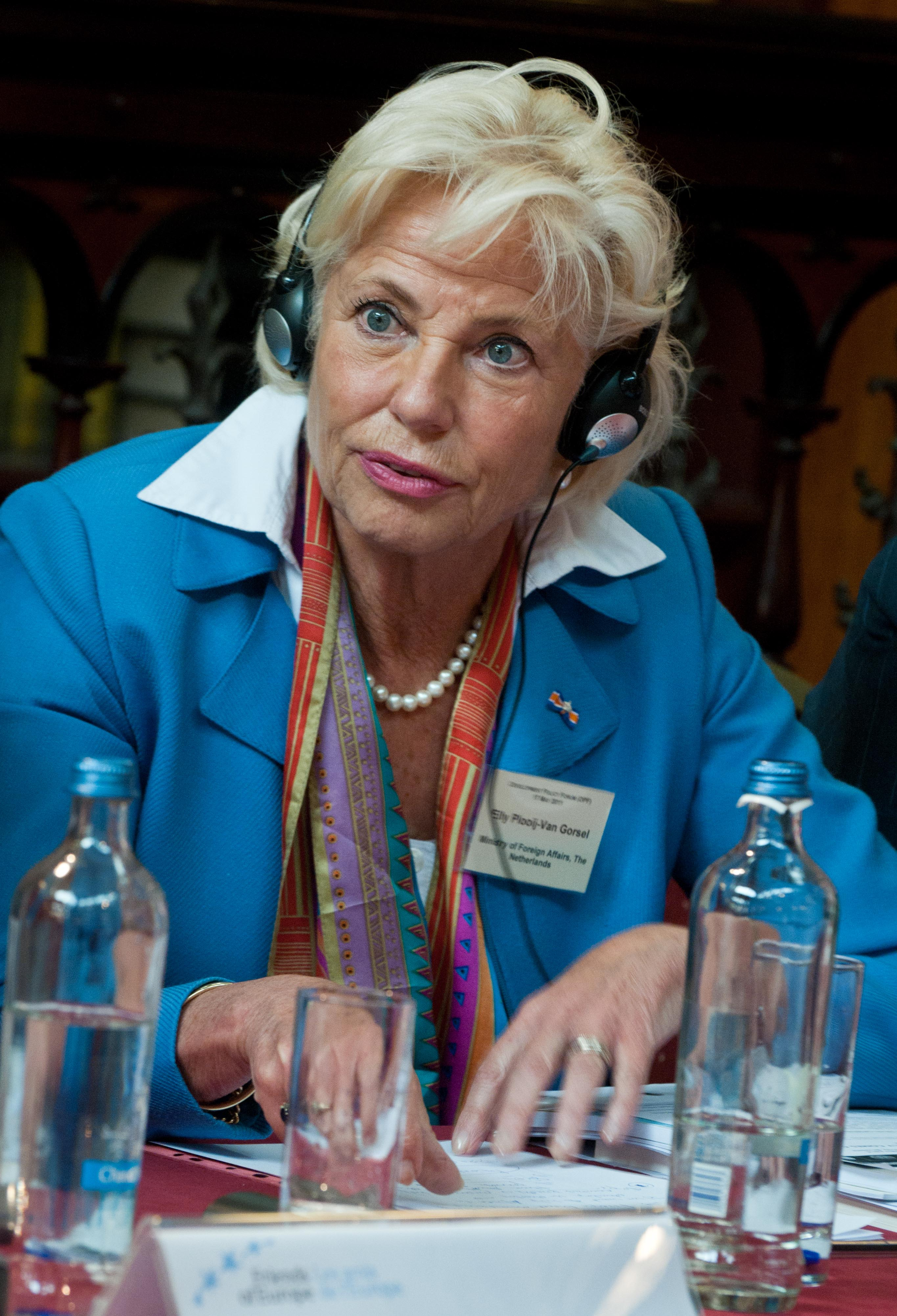
Elly Plooij-van Gorsel

Elly Plooij-van Gorsel (n. 20 martie 1947, Tholen, Zeelanda, Țările de Jos) este un om politic neerlandez, membru al Parlamentului European în perioada 1999-2004 din partea Țărilor de Jos.
1. ↑  Deputații în Parlamentul European